# Fysiologi

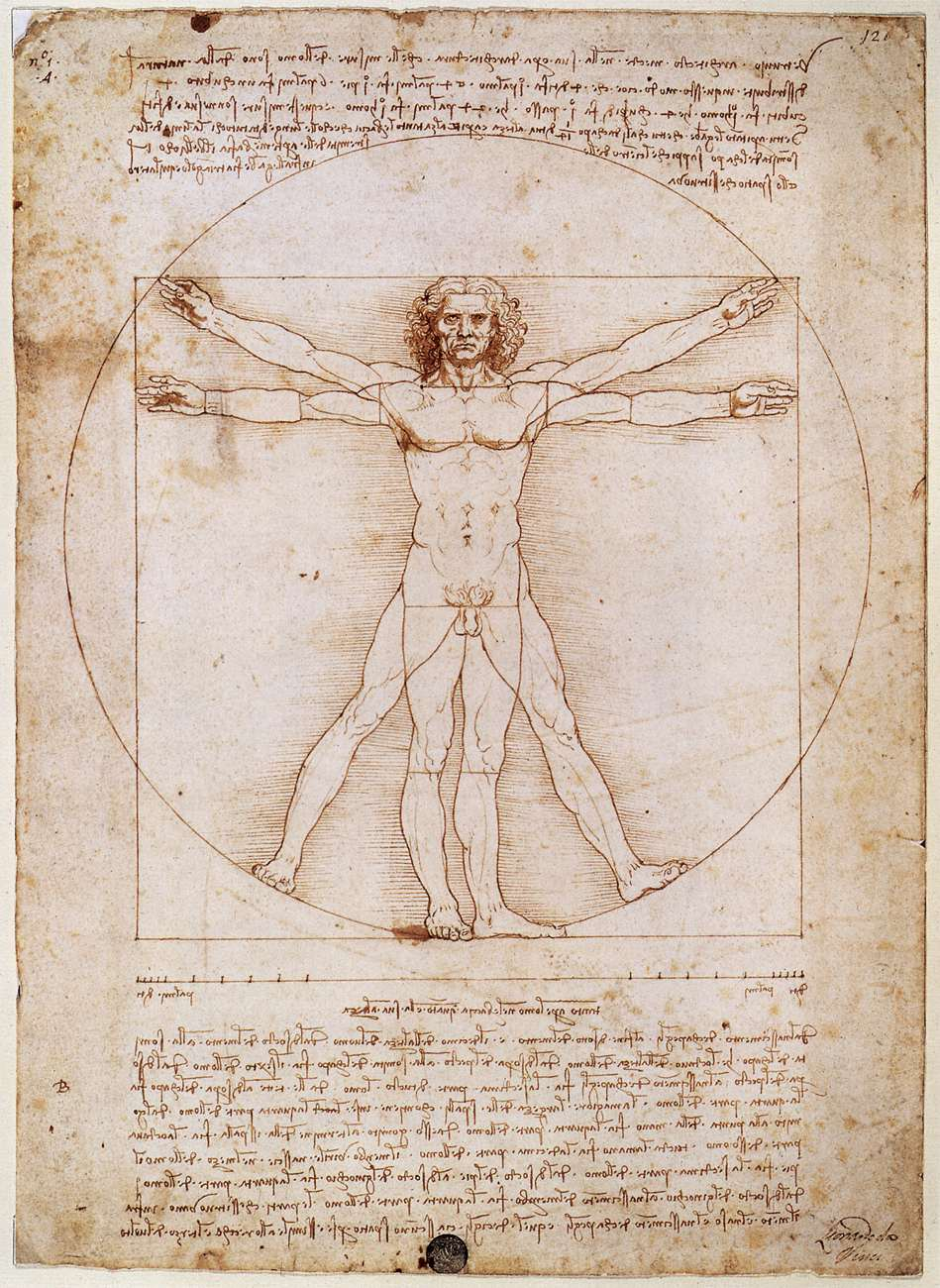
Leonardo da Vincis Vitruvianske mannen, ett viktigt tidigt bidrag inom fysiologin.

Fysiologi, av grekiska φύσις (physis) natur, ursprung och -λογία (-logia) (studier av dito) är det vetenskapliga studiet av funktioner och mekanismer som arbetar inom ett levande system.
Fysiologin har traditionellt delats upp i växtfysiologi och djurfysiologi (zoofysiologi) inom biologisk forskning och utbildning. Fysiologi som ämnesbeteckning kan också specifikt avse människans fysiologi (humanfysiologi), när den förekommer vid medicinska fakulteter, även när human-delen ej skrivs ut. Många av de fysiologiska principerna är dock allmängiltiga, oavsett vilken organism som studeras. Till exempel, den kunskap som inhämtas om jästceller kan även tillämpas på mänskliga celler.
Olika vetenskapliga områden som utvecklats från fysiologisk forskning är genetik, genteknik, biokemi, biofysik, biomekanik och farmakologi.

## Historia
Förutom Hippokrates och Aristoteles kan även Claudius Galenus (c. 130–200 e.Kr.) nämnas som en viktig systematisk fysiolog. Ett mer sentida exempel är Abu Bakr Al Razi (även kallad Rhazes) som beskrev fysiologiska parametrar systematiskt vid sjukhuset i Bagdad under 800-talet. Därefter följer Al Kindi som skrev den första avhandlingen i mänsklig fysiologi. Många arabiska verk är översättningar av klassisk litteratur, kunskap översatt och bevarad av kristna i det senare av ottomaner erövrade det östromerska imperiet. Anatomen William Harvey beskriver blodcirkulationen under 1600-talet vilket lägger grunden för experimentell fysiologi. Holländaren Herman Boerhaave kallas i vissa kretsar för fysiologins fader genom sina pedagogiska insatser och en av de första läroböckerna i fysiologi 'Institutiones medicae'.

## Områden i fysiologin

### Människa och djur
Humanfysiologi är det mest komplexa området inom fysiologin. Flera olika områden inom humanfysiologi överlappar varandra. Många djurslag har liknande anatomi som människan, vilket ofta medför att deras fysiologi är likartad.
- Myofysiologi behandlar musklernas funktion
- Neurofysiologi behandlar funktionen hos hjärnan och nerver
- Cellfysiologi beskriver hur enskilda celler fungerar
- Miljöfysiologi undersöker hur djur anpassar sig till sin omgivning
- Elektrofysiologi behandlar elektrisk fenomen på cell- eller organismnivå
- Evolutionär fysiologi
- Membranefysiologi fokuserar på utbyte av molekyler genom cellmembran
- Respirationsfysiologi beskriver gasutbyte i lungor på cellnivå och anatomisk nivå
- Cirkulationsfysiologi kallas även för kardiovaskulär fysiologi och behandlar hjärta, blod och blodkärl
- Njurfysiologi behandlar hur joner och metaboliter utsöndras av njurarna
- Endokrinologi täcker endokrina hormoner och deras effekter på kroppens celler
- Neuroendokrinologi behandlar interaktionerna mellan neurologiska och endokrinologiska system som tillsammans reglerar kroppens fysiologi
- Patofysiologi
- Reproduktionsfysiologi behandlar reproduktionscykeln
- Träningsfysiologi behandlar hur kroppen reagerar på fysisk träning

### Växter
Växtfysiologin har olika underavdelningar. Då växter inte har nerver och muskler, kan inte myofysiologi eller neurofysiologi tillämpas på detta område.
- Transpiration är studiet av vätskeförlust från blad
- Fotosyntes
- Växtnäring